# Аеродром Полтава
Међународни аеродром Полтава (укр. Аеропорт «Полтава» (Супрунівка)) (IATA: PLV, ICAO: UKHP) је јавни аеродром удаљен приближно 7 км западно од Полтаве, Украјина. То је један од два аеродрома у близини Полтаве, а други је аеродром Полтава. Аеродром се налази у близини села Ивашки (укр. Івашки) и Супруновка (укр. Супрунівка). Од 2020. године аеродром је затворен због реконструкције. 

## Историја
Прва ваздушна станица у Полтави изграђена је 1923. у близини села Рибци. До маја 1924. године, главни радови на изградњи су завршени, у исто време је одобрено особље ваздушне станице у Полтави, која је била наведена као чвориште, опслуживало га је 5 људи. Истовремено је обављен први пробни лет на релацији Харков—Полтава—Кијев.
Од 1991. године почиње нагли пад путничког саобраћаја кроз Полтаву.
2002. године аеродром је прешао у власништво територијалних заједница региона. Током последње деценије, одржавање предузећа је вршено средствима регионалног буџета у циљу очувања постојеће инфраструктуре.
У 2012. години, током Европског првенства у фудбалу 2012., аеродром се сматрао резервним аеродромом Харков, обављани су чартер летови и летови за примену авијације у привреди. Обучавају се приправници Летачке академије Кропивњицки. Ту се налазе и авиони две приватне авио-компаније.
Овај аеродром је 20. децембра 2017. године добио међународни статус, што му је омогућило да успостави директне летове са страним земљама и значајно прошири обим својих услуга, доприносећи развоју туризма и економије у региону. 
Аеродром је 29. јула 2018. године, након реконструкције, први пут примио путнички лет. Око 3 десетина страних туриста из Запорожја стигло је авионом Јак-40 и слетело на писту аеродрома Полтава. 
Полтава је 17. августа 2018. године дочекала други лет након реконструкције свог аеродрома и први међународни лет од када постоји. Фудбалски тим Маријупоља стигао је чартер авионом из Франкфурта у Немачкој, а исте године аеродром су користили и други фудбалски клубови.То је представљало важан корак у враћању аеродрома на мапу међународних летова и подстицај за локалну економију и спортске догађаје у региону. 
Аеродром Полтава је 26. марта 2019. године обавио први међународни лет: чартер лет са аеродрома Полтава за Шарм ел Шеик, Египат. Овај значајан догађај означио је почетак редовног међународног саобраћаја са овог аеродрома.
Исте године у мају, са међународног аеродрома Полтава полетео је први лет за Турску, чиме је додатно проширен спектар дестинација и повећана доступност међународних путовања за становнике Полтаве и околних региона.
Компанија СкиУп је у јуну 2019. године објавила да је писта у незадовољавајућем стању и да је аеродром суспендован. У истој години било је разговора о постављању хеликоптерске базе Ми-8 на територији аеродрома и отварању карго терминала. У јануару 2022. године, Полтавска обласна државна управа расписала је тендер за комплетну обнову међународног аеродрома. Пројектом је предвиђено да реконструкција буде завршена до краја године, што би омогућило аеродрому да поново постане функционалан и испуни све међународне стандарде за безбедност и квалитет услуга. 
Аеродром је некада могао да обради 200 путника на сат. Било је потребно 2 године да се изгради нови терминал, који је отворен 1974. године. У најбоље време овде је слетало од 40 до 60 авиона. Тада је аеродром запошљавао око 900 људи. 

## Проток путника
| Година | Број путника |
| ------ | ------------ |
| 2017   | 339          |
| 2018   | 968          |
| 2019   | 5.036        |

## Употреба
Аеродром има путнички терминал укупне површине око 5.000 квадратних метара. м и пројектованог капацитета од 400 путника на сат. Аеродром има писту димензија 2550x42 м са системом непрецизног прилаза; платформа за авионе 6 класе Ц, као и сви потребни производни капацитети.
Аеродром је погодан за рад авиона током целе године без ограничења, током дана. Омогућава полетање, слетање и контролу авиона индекса 5 (пет) и нижег ( Ан-2, Ан-12, Ан-24, Ан-26, Ан-30, Ан-32, Ан-74, Л-410, Ми-2, Ми-6, Ми-8, Ми-26, Ка-26, Јак-40, Јак-42, Ту-134, Ту-154, Ил-18, Ил-76, Ербас А320, Боеинг 737 до 125 т).